# Mozambik na Letnich Igrzyskach Olimpijskich 2004
Mozambik na Letnich Igrzyskach Olimpijskich 2004 reprezentowało 4 sportowców.

## Skład kadry

### Lekkoatletyka
Kobiety:
- Maria de Lurdes Mutola - bieg na 800 m - Finał: 1:56.51 - 4 miejsce

Mężczyźni:
- Kurt Couto - bieg na 400 m przez płotki - Runda 1: 51.18 s

### Pływanie
Kobiety:
- Ermelinda Zamba
  - 50 m st. dowolnym - kwalifikacje: 29.34 s

Mężczyźni:
- Leonel Matonse
  - 100 m st. dowolnym - kwalifikacje: 57.79 s